# Claudia Maria Buch
Claudia Maria Buch (auch Claudia-Maria Buch; * März 1966 in Paderborn) ist eine deutsche Volkswirtin und ist seit dem 1. Januar 2024 neue Vorsitzende der EZB-Bankenaufsicht.  Vom  13. Mai 2014 bis 31. Dezember 2023 war sie Vizepräsidentin der Deutschen Bundesbank.
Buch war bis Mai 2014 Mitglied im Sachverständigenrat zur Begutachtung der gesamtwirtschaftlichen Entwicklung („Wirtschaftsweise“). Außerdem war sie von Juni 2013 bis Mai 2014 Professorin an der Otto-von-Guericke-Universität Magdeburg, wo sie bis heute noch lehrt, und Präsidentin des Leibniz-Instituts für Wirtschaftsforschung Halle. Ihr Forschungsschwerpunkt ist die Regulierung und Aufsicht von Banken.

## Leben
Buch besuchte das Gymnasium Theodorianum in Paderborn und studierte anschließend von 1985 bis 1991 an der Universität Bonn Wirtschaftswissenschaften mit dem Abschluss als Diplom-Volkswirtin und währenddessen von 1988 bis 1989 an der Universität von Wisconsin in Eau Claire mit dem Abschluss als MBA. 1991 bis 1992 absolvierte sie das Advanced Studies Program in International Economic Policy Research am Kieler Institut für Weltwirtschaft. Ab 1992 war sie dort als Wissenschaftliche Mitarbeiterin in der Forschungsgruppe „Mittel- und Osteuropa“, ab 1996 in der Forschungsgruppe „Finanzmärkte“ tätig. Sie wurde 1996 an der Christian-Albrechts-Universität zu Kiel promoviert und habilitierte sich 2002. Von 2001 bis 2003 war sie am IfW Leiterin des Forschungsbereichs „Finanzmärkte“. 2004 übernahm sie den Lehrstuhl für Wirtschaftstheorie, insbesondere Geld und Währung, an der Eberhard Karls Universität Tübingen und wurde 2005 außerdem Direktorin des dortigen Instituts für Angewandte Wirtschaftsforschung. Von 2004 bis 2012 gehörte sie dem Wissenschaftlichen Beirat beim Bundesministerium für Wirtschaft und Technologie an, von 2008 bis 2012 als dessen Vorsitzende. Buch war seit 2007 Forschungsprofessorin des Zentrums für Europäische Wirtschaftsforschung in Mannheim. 2011 wurde sie in den Wissenschaftlichen Beirat des Europäischen Ausschusses für Systemrisiken berufen. 2013 wechselte sie als Professorin für Volkswirtschaftslehre an die Otto-von-Guericke-Universität Magdeburg und rückte zugleich an die Spitze des IWH. Im Februar 2014 entschied die Bundesregierung, Buch in den Vorstand der Deutschen Bundesbank und zur Vize-Präsidentin der deutschen Zentralbank berufen zu lassen.

## Mitgliedschaft im Sachverständigenrat
Auf Vorschlag von Wirtschaftsminister Philipp Rösler beschloss die Bundesregierung im Februar 2012, Buch zum 1. März 2012 in den Sachverständigenrat zur Begutachtung der gesamtwirtschaftlichen Entwicklung zu berufen. Buch war Nachfolgerin von Beatrice Weder di Mauro und die zweite Frau, die seit der Gründung 1963 dem Sachverständigenrat angehört. Weder di Mauro war zu Ende Februar 2012 aus dem Rat ausgeschieden, weil sie für den Verwaltungsrat der Schweizer Großbank UBS nominiert wurde und einen Interessenkonflikt vermeiden wollte. Buch wurde ihre Nachfolgerin, erklärte aber mit Wirkung zum 30. April 2014 ihren Rücktritt aus dem Rat wegen des Eintritts in den Vorstand der Bundesbank. Ihre Nachfolgerin im Sachverständigenrat wurde Isabel Schnabel.

## Positionen
Buch plädiert dafür, dass Banken ihr Kapital aufstocken und sich dabei an den Eigenkapitalquoten von Industriebetrieben orientieren. In der europäischen Schuldenkrise vertritt sie die Position, dass die Gläubiger stärker beteiligt werden sollen. Im dauerhaften Euro-Rettungsschirm ESM sieht sie (Stand Juli 2012) nur ein Notfallinstrument; der ESM könne zu klein sein. Nur die EZB oder ein Schuldentilgungspakt könnten die Krise beenden. In einem Medienbeitrag plädiert Buch gemeinsam mit zwei anderen Ökonomen für eine verstärkte Nutzung einer „evidenzbasierten Politikberatung“.